# Graphis virescens
Graphis virescens är en lavart som beskrevs av Müll. Arg. Graphis virescens ingår i släktet Graphis och familjen Graphidaceae.   Inga underarter finns listade i Catalogue of Life.